# 克里維里赫國立大學
克里維里赫國立大學（烏克蘭語：Криворізький національний університет，羅馬化：Kryvorizkyi natsionalnyi universytet）位于烏克蘭中部城市克里维里赫，是該國的重要工業城市之一。目前，学校结构由七个学院（学术部门）和五个研究所组成。成立于1922年，当时名为克里維里赫夜校，后改组为克里維里赫矿业大学。在苏联时期，克里維里赫大学是全苏联最好的专业大学之一。2011年，乌克兰政府合并技术大学、国立师范大学、经济学院和冶金研究所（当时是乌克兰国立冶金科学院的一个分支机构），后成立了克里維里赫国立大学。它在许多排名中被评为乌克兰最好的大学之一。